# Agricultura periurbana
L'agricultura periurbana és aquella agricultura que es localitza al voltant de les ciutats i les regions metropolitanes, a cavall entre l'espai urbà i l'espai rural, en el que es coneix com a espai periurbà. Es manifesta sovint amb petites parcel·les de sòl agrícola molt fragmentades per les infraestructures urbanes.

## Història
El creixement urbanístic que es produeix a Europa a mitjans del segle XX dona lloc a una expansió de les ciutats i a la creació de grans àrees metropolitanes. Així és com la ciutat i les seves xarxes d'infraestructures s'estenen per damunt de les àrees rurals. Com a conseqüència d'aquest fet es pateix una gran pèrdua de sòl rústic que es destinava fins llavors a l'agricultura o ramaderia. Els espais que no s'han vist afectats per la urbanització i que han quedat molt sovint aïllats i enmig de grans aglomeracions urbanes, i que encara avui mantenen l'activitat agrària, són els espais de l'agricultura periurbana.
Històricament hi ha hagut dues visions contraposades de l'espai agrari periurbà. Des del punt de vista agrari aquests són espais destinats a la producció que suporten la dinàmica territorial urbana. En canvi des d'una òptica urbana, les àrees rurals periurbanes constitueixen espais buits, disponibles com a reserves especulatives de sòl a l'espera de la seva edificació quan la ciutat necessiti créixer.
Cap als anys 80 s'accentua entre els urbanistes una major conscienciació ambiental que aspira a protegir els espais naturals. Ara bé, gran part dels urbanistes de l'època traslladen el mode de raonar i actuar en el planejament urbà en aquests espais agrícoles qualificant-los com a sòls no urbanitzables.
Hi ha també qui comença a valorar aquests espais com a element de millora de la qualitat de vida dels ciutadans a través de la seva freqüentació i contemplació paisatgística. En aquest sentit aquests espais van començar a ser vistos com a reserves verdes.
Els agricultors però, han mantingut al llarg dels anys el convenciment de fer d'aquest espai, un espai productiu i econòmicament rendible. Ja que defensen la idea que un espai amb una agricultura dèbil podria obrir la porta a un futur urbanitzador.

## Valors
Són molts i diferents els valors positius que té la presència d'aquests espais agraris en unes zones tant poblades. Els territoris periurbans preserven el paisatge i contenen l'expansió urbana, al mateix temps que ofereixen productes locals a les regions urbanes que les envolten. Així doncs uns espais periurbans productius podran abastir gran part del mercat que ofereixen les ciutats properes, reduint a més moltes despeses en transport.
Per aquest motiu, aquestes àrees requereixen l'aplicació de polítiques innovadores que permetin aprofitar tot el seu potencial econòmic i social, alhora que potenciïn la biodiversitat d'aquests territoris i una ordenació sostenible del territori.